# Escudo de Algeciras
El escudo de Algeciras es el símbolo representativo oficial de la localidad de Algeciras desde su inscripción en el Registro Andaluz de Entidades Locales en 2015 si bien bajo diferentes formas se venía utilizando al menos desde principios del siglo XIX. 
Este escudo, el único oficial de la ciudad, debe su descripción al trabajo de investigación llevado a cabo por una comisión dirigida por el cronista de la ciudad Luis Alberto del Castillo y encargada por el Ayuntamiento de Algeciras en 2010 debido a la obligatoriedad de inscribir cualquier símbolo local en el Registro Andaluz de Entidades Locales desde 2007. Según la ley 6/2003 de 9 de octubre, de símbolos, tratamientos y registro de las Entidades Locales de Andalucía la ciudad, por tener ya un escudo tradicional, únicamente tuvo que aportar justificación histórica para su registro.
Su descripción es la siguiente:

Escudo ovalado, en campo de gules, un castillo de oro con su puerta y ventanas aclaradas de azur, almenado, mazonado de sable y donjonado de tres torres, siendo la del centro más alta que las otras dos. A la diestra del mismo una rama de olivo, y una rama de palma a la siniestra. En punta tres ondas de azur. Contorno apergaminado con la inscripción latina «Civitas Condita Ex Lethaeo Bis Restavrata». Al timbre corona real cerrada.
BOJA Año XXXVII Número 6.

El castillo sobre ondas de mar hace referencia a la fortaleza que existió en la ciudad mientras que la palma y la rama de olivo recuerdan que la ciudad fue conquistada por Alfonso XI un domingo de Ramos de 1344 tras un largo asedio. El escudo ovalado corresponde a la ciudad por haber sido sede episcopal y la inscripción latina, creada ex profeso durante la redacción de la memoria histórica de 2010 significa «Ciudad fundada sobre el olvido y dos veces reconstruida» se refiere a las dos refundaciones que ha tenido la localidad, la de Tarik en 711 y la de los exiliados gibraltareños en 1704.

## Historia

### Antecedentes
Tras la conquista de la ciudad de Al-Yazira al-Jadra por parte de las tropas de Castilla al mando del rey Alfonso XI en 1344 el título de Rey de Algeciras fue añadido a los títulos reales de los reyes de Castilla.  Se desconoce si en el momento de la conquista de la ciudad o en los años siguientes le fueron concedidas a la ciudad unas armas propias o un escudo heráldico. En cualquier caso al formar parte de los títulos reales diversos escudos del Reino de Algeciras se fueron representando a lo largo de la historia. 
De este modo los escudos del Reino de Algeciras más comunes suelen guardar cierta relación con los del Reino de Algarve, quizás por encontrarse este reino en posición anterior dentro de la lista de títulos reales. Así los libros de armas, o armoniales, Habsburger Pfau (1555) y Universeel wapenboek (1558) otorgan al Reino de Algeciras un escudo de plata, con tres cabezas de moro, de sable, tortilladas del campo. El armonial de Recogimiento de nobleça (siglo XVII) confunde las armas de Algeciras con las del Algarve, habiendo de reconocer que para la primera otorga el blasonado:

...en campo de plata con tres cabezas de moros de sable, mirando al primer cantón y tocadas de plata.

Lo mismo ocurre con las armas representadas por Durero en el Arco de Maximiliano o en la medalla dedicada a Carlos V por parte de la ciudad de Nuremberg y realizada por el mismo autor en 1521 donde el escudo del Algarve, cuartelado con cuatro cabezas de moros es confundido con el utilizado para Algeciras. Excepcionalmente las armas diseñadas para las exequias de Felipe IV, reproducen un escudo de Algeciras con una gran fortaleza sostenida de unas rocas movientes del flanco diestro, y rodeadas por el mar.

### El escudo municipal

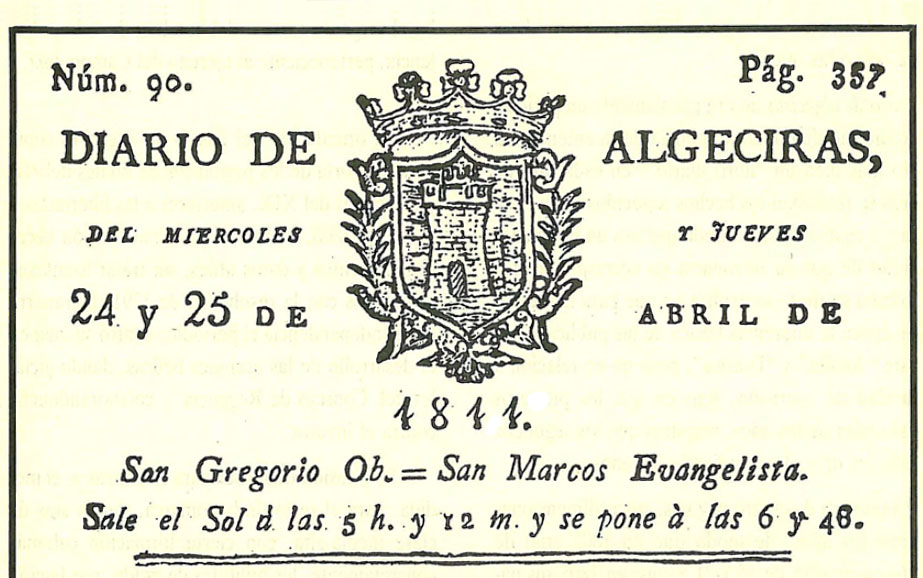
La aparecida en la portada del «Diario de Algeciras» de 1805, similar a esta de 1811, es la primera representación conocida del escudo de Algeciras.

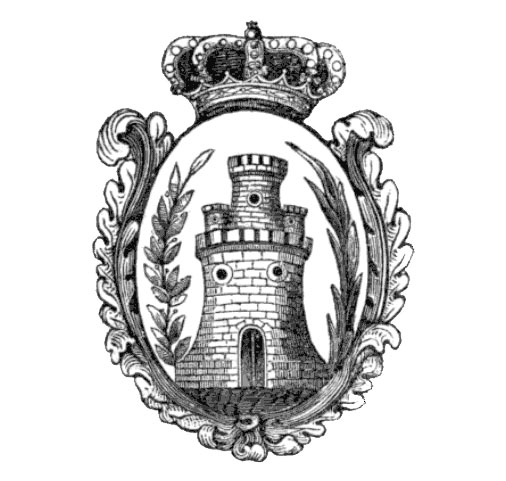
Escudo de Algeciras tal y como aparece en la obra de Luis de Igartuburu «Manual de la provincia de Cádiz» (1847).

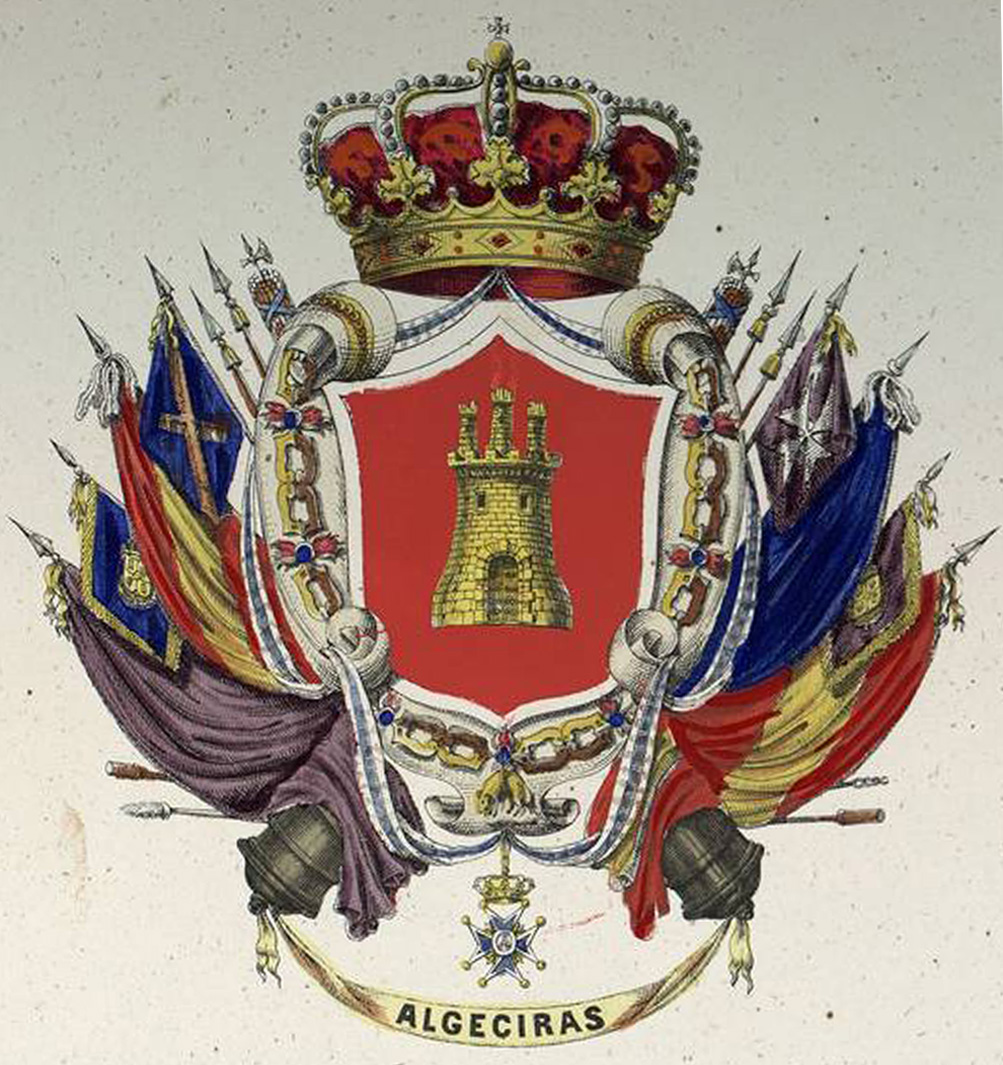
Escudo de Algeciras en la obra Album Regio,1855, de Vicente Díaz de Comas, con las armas de Castilla.

No queda claro, por tanto, si la ciudad y reino de Algeciras tuvieron un escudo propio representado por tres cabezas de moros de sable en campo de plata, parecido y confundido a veces con las armas del Algarve, en los años posteriores a su conquista. Lo cierto es que tras la repoblación de la ciudad después de la llegada de los exiliados de la vecina Gibraltar en 1704 estas armas no son nunca utilizadas por la ciudad.
Se desconoce el origen del escudo utilizado tradicionalmente en Algeciras ni cuando comenzó a utilizarse y no existe constancia gráfica de ellas con anterioridad al siglo XIX. La descripción más antigua conocida se debe a Juan Antonio de Estrada en su obra «Población general de España» de 1748. En la entrada referente a Algeciras en esta publicación de Estrada indica que a fecha de la redacción de su obra, anterior a la emancipación municipal la población utilizaba como armas las de Castilla: 

...un castillo de oro donjonado de tres torres en campo de gules, con el escudo timbrado de corona.

Idéntico escudo recoge para la ciudad Juan Bautista Barthe aún en el año 1841:

...tiene por armas las de Castilla en escudo timbrado de corona.

Estas descripciones parecen entrar en conflicto con la representación gráfica más antigua que se conoce del escudo que es la que aparece en la portada del primer número del Diario de Algeciras de principios de 1805. En este escudo, publicado 50 años después de la emancipación del municipio, aparecen como elementos un castillo sobre ondas de mar y junto a él dos hojas de palma y corona Real abierta. Se representan, pues, todos los elementos que fueron conformando los posteriores blasones y en los que se basa el escudo actual.
De este modo se documentan dos escudos diferentes para la ciudad en apenas cincuenta años de diferencia. No se tiene claro cuándo se produjo la sustitución del primer escudo aunque se tiene constancia de que la adopción del segundo escudo no fue definitiva ya que Luis de Igartuburu en 1847 en la entrada sobre la localidad en su «Manual de la provincia de Cádiz», habla aún de la presencia de tres blasones para la ciudad. 
El primero de ellos, que debe ser el que debió utilizarse con anterioridad a la fundación de Algeciras en 1704 con la llegada de los refugiados procedentes de la ciudad de Gibraltar que formaron las poblaciones de Gibraltar en su Campo y que es similar al que describe de Estrada, estaría formado por las armas de Castilla timbradas con corona ducal y aparece también en documentos del Archivo Histórico Nacional de 1876. 
El segundo escudo nombrado por Igartuburu, que aparece también referido por Pascual Madoz en Diccionario geográfico-estadístico-historico de España y sus posesiones de ultramar (1846) como el blasón de la localidad, debió aparecer en algún momento entre la refundación de la ciudad en 1704 y la emancipación de Algeciras del Ayuntamiento de Gibraltar en 1755. En este intervalo de tiempo las ciudades de Algeciras, San Roque y Los Barrios tomaron como propias las armas de Gibraltar al declararse herederas de esta ciudad. Este escudo estaba formado por: 

...tres cuarteles con un castillo en campo dorado sobre el último y una llave que pende de aquel.

O según José Bisso en su Crónica de la provincia de Cádiz (1868) por:

...tres cuarteles con un castillo en campo dorado y una llave dorada pendiente de él. 

El tercer escudo, similar al utilizado por el ayuntamiento algecireño cuando Igartuburu escribió su obra y el que aparece en el «Diario de Algeciras», estaría formado por un castillo rodeado por palmas y laureles, sin emblema, donde a veces desaparecen las ondas de mar bajo el castillo y que es similar al que se siguió utilizando hasta los años 60 del siglo XX.
Para José Antonio Delgado y Orellana, autor de «Heráldica oficial de la provincia de Cádiz» (1983), el escudo utilizado en tiempos de Igartuburu era el escudo de Gibraltar al que se le había suprimido la llave pendente para diferenciarlo de los de las otras localidades campogibraltareñas que aún hoy las presentan y se le habían añadido las palmas en referencia a la conquista de la ciudad por parte de Alfonso XI un domingo de Ramos.
Según el testimonio de Igartuburu el escudo con sus dos elementos fundamentales, el castillo y las palmas (o una palma y un olivo o laurel) contaba ya en 1847 con suficiente tradición en la localidad y su uso por parte del Ayuntamiento era común. De hecho en 1886 cuando de diseñó el escudo de la Diputación de Cádiz, formado al principio por los escudos de los siete municipios que eran cabeza de partido judicial en la provincia, en el primer cuartel correspondiente a Algeciras aparecen ambos elementos con la siguiente descripción:

De gules, un castillo de oro, aclarado de azur sobre ondas de azur y plata, acostado de dos palmas de oro, que es Algeciras.
Primer cuartel del escudo de la Diputación de Cádiz.

En resumen todo parece indicar que la localidad tuvo, al menos hasta 1704, un escudo similar a las armas de Castilla o las propias armas de Castilla cuyo origen se desconoce pero que pudo estar relacionado con la incorporación de Algeciras a las plazas de realengo o a una concesión directa por parte de Alfonso XI tras la conquista de la ciudad. En algún momento posterior a 1704 la ciudad tomó las armas de Gibraltar, un castillo de cuya puerta pende una llave. Debió tomar este escudo junto al resto de poblaciones de la bahía de Algeciras al depender Algeciras del Ayuntamiento de Gibraltar en su Campo junto a San Roque y Los Barrios, ciudades que aún lo poseen. Posiblemente tras la emancipación municipal y al menos desde 1805 la ciudad o bien modificó el escudo de Gibraltar eliminando y añadiendo elementos del blasón o bien adoptó un nuevo escudo de origen desconocido para desligarse de Gibraltar con una simbología propia a su historia, las palmas y el escudo oval.

### La regularización del escudo municipal
La necesidad de regular el uso del escudo de Algeciras surgió a finales del siglo XX cuando el Ayuntamiento de la ciudad encargó a José Antonio Delgado y Orellana un estudio que sirviera de base para la rehabilitación de éste. Delgado, considerando los antecedentes históricos a los que tuvo acceso, llegó a proponer un escudo acorde a las normas heráldicas y con la siguiente descripción:

De gules, el castillo de oro, aclarado de azur sobre ondas de azur y plata, acostado de dos palmas de oro. Al timbre corona real abierta, como corresponde a concejo realengo muy anterior al advenimiento de la casa de Borbón que implantó la corona real cerrada por diademas.
«Heráldica oficial de la provincia de Cádiz» (1983).

Desde 2003 el uso de los símbolos locales se encuentra regulada por normativa autonómica estando prohibido utilizar aquellos que no estén inscritos en el registro correspondiente. Debido a ello en 2010 el Ayuntamiento de Algeciras encargó a una comisión municipal la redacción de un estudio histórico y heráldico que permitiera el registro de sus símbolos, único requisito exigido por la ley para aquellos municipios que tenían un escudo tradicional.
La comisión dirigida por el cronista oficial de Algeciras, Luis Alberto del Castillo, fue la responsable de la actual descripción del blasón. Mantiene todos los elementos tradicionales y se diferencia del escudo utilizado por el Ayuntamiento y elaborado por la misma comisión en 2013 en que mantiene la palma y la rama de olivo en el interior del escudo. La novedad de este escudo respecto a todos sus predecesores es la inclusión de un lema en latín desconocido en la heráldica y en la historiografía local.